# Мамедов, Джумакулы
Джумакулы Мамедов — советский хозяйственный, государственный и политический деятель, Герой Социалистического Труда.

## Биография
Родился в 1913 году в ауле Бешир. Член КПСС с 1942 года.
С 1933 года — на хозяйственной, общественной и политической работе. В 1933—1981 гг. — дехканин, колхозник, организатор колхозного производства, заместитель директора машинно-тракторной станции, заведующий районной заготконторы, заведующий Ходжамбасским райземотделом, председатель колхоза «Правда» Ходжамбасского района Чарджоуской области.
8 апреля 1971 года Указом Президиума Верховного Совета СССР удостоена звания Героя Социалистического Труда «за выдающиеся успехи, достигнутые в развитии сельскохозяйственного производства и выполнении пятилетнего плана продажи государству продуктов земледелия и животноводства» с вручением ордена Ленина и золотой медали Серп и Молот.
Избирался депутатом Верховного Совета Туркменской ССР 4-10-го созывов.
Умер в Туркменской ССР в 1981 году.